# Naziguld
Naziguld, på tyska kallat Raubgold ("rovguld", "stulet guld"), är de guldreserver som Nazityskland plundrade från ockuperade länder eller konfiskerade egendomar (exempelvis från judar) under andra världskriget. Det var bland annat guld från nedsmälta smycken, tandguld och guldtackor.
Det plundrade guldet användes som betalningsmedel till neutrala handelspartners som Sverige och Schweiz. Forksning mo dessa transkationer tog fart först under 1990-talet. 
Kvarvarande guld, stora mängder sedlar och konstverk flyttades i april 1945 till en saltgruva i Thüringen söder om Berlin. Amerikanska trupper kom inom kort dit, och hittade gömstället. De förde allt västerut trots att området enligt Jaltakonferensen skulle tillfalla Sovjetunionen.